# ワールド・サキソフォン・カルテット
ワールド・サキソフォン・カルテット（World Saxophone Quartet）は、1977年に結成されたジャズ・アンサンブルであり、フリー・ジャズ、R&B、ファンク、南アフリカ・ジャズの要素を音楽に取り入れている。
オリジナル・メンバーは、ジュリアス・ヘンフィル（アルトおよびソプラノ・サックス、フルート）、オリヴァー・レイク（アルトおよびソプラノ・サックス）、ハミエット・ブルイエット（バリトン・サックス、アルト・クラリネット）、デヴィッド・マレイ（テナー・サックス、バスクラリネット）である。最初の3人はミズーリ州セントルイスで、ブラック・アーティスト・グループのメンバーとして一緒に演奏していた。1989年、ヘンフィルが病気のためにグループを脱退し、その後、数人のサックス奏者が彼の席を埋めた。ヘンフィルは1995年4月2日に亡くなった。1980年代後半、カルテットはグループの看板となるテーマ曲としてブルイエットの作曲による「Hattie Wall」（『W.S.Q.』、『ライヴ・イン・チューリッヒ』、『ダンシズ・アンド・バラッズ』、『Steppenwolf』、『Yes We Can』の各アルバムに収録）を使用するようになった。
このグループは、主にサクソフォーンのカルテットとしてレコーディングし、演奏を行った。通常、2本のアルト、テナー、バリトンというラインナップ（クラシック音楽における弦楽四重奏の構成を反映）であったが、後にドラマー、ベーシスト、その他のミュージシャンも参加した。時として、メンバー以外のサックス奏者が参加したり、ツアー時に代役を務めた。これらのゲストには、サム・リヴァース、トニー・コフィ、スティーヴ・ポッツ、ブランフォード・マルサリス、ホルヘ・シルヴェスター、ジェームス・スポルディングが含まれていた。ハミエット・ブルイエットは、長期にわたる闘病の末、2018年10月4日に亡くなった。

## ディスコグラフィ

### アルバム
- 『ポイント・オブ・ノー・リターン』 - Point of No Return (1977年、Moers Music)
- 『ステッピン』 - Steppin' with the World Saxophone Quartet (1979年、Black Saint)
- 『W.S.Q.』 - W.S.Q. (1981年、Black Saint)
- 『レビュー』 - Revue (1982年、Black Saint)
- 『ライヴ・イン・チューリッヒ』 - Live in Zurich (1984年、Black Saint)
- 『ライヴ・アット・ブルックリン・アカデミー・オブ・ミュージック』 - Live at Brooklyn Academy of Music (1986年、Black Saint)
- 『プレイズ・デューク・エリントン』 - Plays Duke Ellington (1986年、Elektra / Nonesuch)
- 『ダンシズ・アンド・バラッズ』 - Dances and Ballads (1987年、Elektra / Nonesuch)
- 『リズム・アンド・ブルース』 - Rhythm and Blues (1989年、Elektra / Nonesuch)
- 『メタモアフォシス』 - Metamorphosis (1991年、Elektra / Nonesuch)
- 『ムーヴィング・ライト・アローン』 - Moving Right Along (1993年、Black Saint)
- 『ブレス・オブ・ライフ』 - Breath of Life (1994年、Elektra / Nonesuch)
- Four Now (1996年、Justin Time)
- Takin' It 2 the Next Level (1996年、Justin Time)
- Selim Sivad: A Tribute to Miles Davis (1998年、Justin Time)
- Requiem for Julius (2000年、Justin Time)
- 25th Anniversary: The New Chapter (2001年、Justin Time)
- Steppenwolf (2002年、Justin Time)
- Experience (2004年、Justin Time)
- Political Blues (2006年、Justin Time)
- Yes We Can (2011年、Jazzwerkstatt)[2]